# Marzenna Szlenk-Iliewa
Marzenna Szlenk-Iliewa (ur. 7 marca 1933 w Kościelisku) – polska sinolog, znawczyni języków i kultury chińskiej, tłumaczka literatury bułgarskiej.

## Życiorys
Ukończyła I Liceum Ogólnokształcące im. Jarosława Dąbrowskiego w Tomaszowie Mazowieckim. Studiowała orientalistykę na Uniwersytecie Warszawskim. Studia sinologiczne kontynuowała na uniwersytecie w Pekinie. Jest autorką pierwszego przekładu na język polski całego tekstu Księgi pieśni (Shījīng) wchodzącej w skład Pięcioksięgu konfucjańskiego. Po powrocie z Chin przez wiele lat mieszkała w Bułgarii, a od lat 80. XX wieku w Warszawie. Pracowała w Polskim Radiu.

## Twórczość translatorska
- Księga pieśni Szy-cing, Konfucjusz, wstęp Mieczysław Jerzy Künstler, Warszawa : „Alfa-Wero” 1995

## Z literatury bułgarskiej
- Iwan Winarow Żołnierze cichego frontu : wspomnienia wywiadowcy, Warszawa: „Książka i Wiedza” 1972
- Iwan Paunowski Monarchia przed sądem, Warszawa: „Książka i Wiedza” 1974 – przekład wraz z Adamem Koseckim
- Stanisław Stratijew Dzika kaczka wśród drzew, Warszawa: „Czytelnik” 1975
- Miłosierdzie Marsa : opowiadania bułgarskie, wybór Hanna Karpińska, wstęp Adam Kosecki, Warszawa: Wydawnictwo MON 1978
- Iwan Dawidkow Kęs chleba dla wędrowca, Warszawa: „Czytelnik” 1978
- Miron Iwanow Żyj jak inni i bądź błogosławiony, Warszawa: „Czytelnik” [979
- Jordan Radiczkow Proca, Warszawa: „Czytelnik” 1980
- Iwan Dawidkow Ballada o samotnych żeglarzach, Warszawa: „Czytelnik” 1982
- Iwan Dawidkow Rafy dalekich szlaków gwiezdnych, Warszawa : „Czytelnik” 1988